# Eun Me Ahn
Eun Me Ahn (* 1963 in Seoul) ist eine südkoreanische Tänzerin und Choreographin.

## Ausbildung
Eun Me Ahn begann im Alter von zwölf Jahren mit ihrer Ausbildung in traditionellem koreanischen Tanz. Später studierte sie zeitgenössischen Tanz an der Ewha Frauenuniversität in Seoul. 1988 gründete sie die Ahn Eun-Me Company. 1991 setzte sie ihr Studium an der Tisch School of the Arts in New York fort, das sie 1994 abschloss.

## Karriere

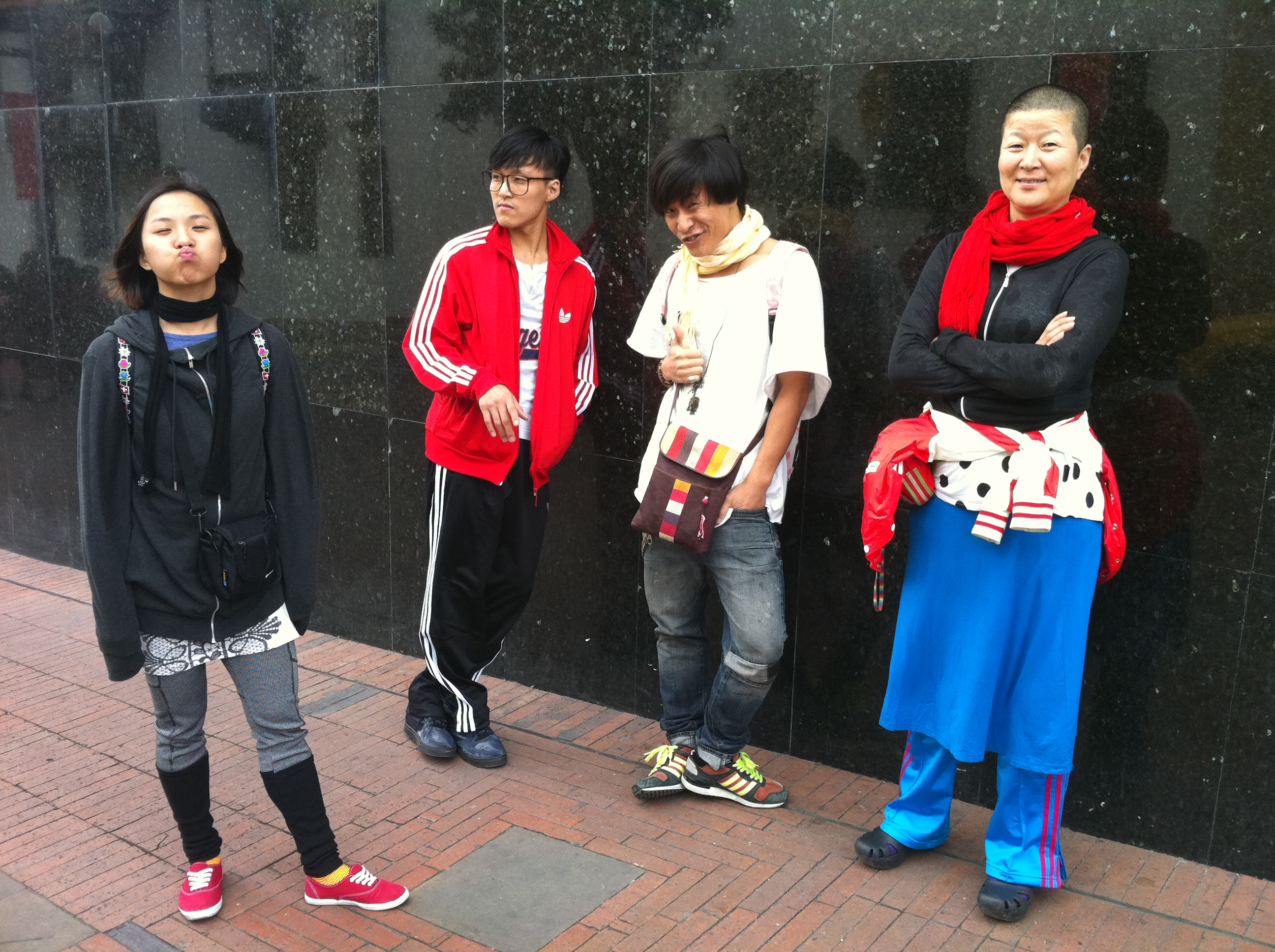
Eun Me Ahn und Tänzer während einer Tournee in Bogotá, Kolumbien (2010)

Eun Me Ahn war von 1986 bis 1992 Mitglied bei der Korean Modern Dance Company und der Korean Contemporary Dance Company in Seoul. Seit 1986 war sie auch choreographisch tätig. 1993 zog sie nach New York und war dort von 1995 bis 1999 fünf Spielzeiten lang mit abendfüllenden Choreographien erfolgreich.
In den von ihr choreographierten Stücken tritt sie auch solistisch als Tänzerin auf.
Nach 2000 war sie vermehrt in Europa tätig, so seit 2001 mehrfach auf dem  Pina Bausch Festival in Wuppertal oder 2003 am Folkwang-Tanzstudio in Essen.
In den folgenden Jahren arbeitete Eun Me Ahn wieder vermehrt in Süd-Korea, ein Schwerpunkt war die von ihr geleitete Daegu City Dance Troupe. Daneben war sie auch in anderen Bereichen tätig, so schuf sie 2002 Choreographien für die Eröffnungsveranstaltung der Fußball-Weltmeisterschaft in Daegu.
In der Saison 2018–2019 war Eun Me Ahn Gastkünstlerin am Théâtre de la Ville Paris.
Im Jahr 2024 präsentierte sie die von der Fondazione Sandretto Re Rebaudengo in Auftrag gegebene und von Hans Ulrich Obrist kuratierte Performance Pinky Pinky 'Good': San Giacomo’s Leap into Tomorrow.

## Stil
In ihren Anfängen orientierte sich Eun Me Ahn nach ihren Aussagen an schamanischen Ritualen, beschäftigte sich mit der Arbeit von Isadora Duncan und mit zeitgenössischem Tanz aus westlichen Ländern.
In Kritiken wurde sie später als die koreanische Antwort auf die sakrosankte Kunst des japanischen Butoh gewürdigt.
Das Folkwang Tanzstudio beschreibt die Künstlerin so:
„Eun Me Ahn ist eine ungewöhnliche und Aufsehen erregende Künstlerin. Mit ihrer Exzentrik, Extrovertiertheit und ihrer provozierenden Art ist sie nicht nur in ihrer Heimat eine Ausnahmeerscheinung. In ihren Stücken arbeitet sie oftmals mit extremen Arten der Darstellung, die in ihrer Einfachheit und Kraft Publikum wie Kritik gleichermaßen überzeugen.“

## Projekte
- 2000 Please help me
- 2001 Tomb
- 2002 Please love me und Please kill me
- 2003 Please hold my hand[8]
- 2005 Let me change your name
- 2007 Symphoca Princess Bari
- 2011 Dancing Grandmothers[9]
- 2012 Dancing Teen Teen[10]
- 2016 Ahnsim Dance
- 2017 Daeshim Dance
- 2018 North Korea Dance[11]
- 2019 Koshigi Monologue[12]
- 2021 Dragons[13]
- 2024 Pinky Pinky 'Good': San Giacomo’s Leap into Tomorrow

## Auszeichnungen
1999–2000 Manhattan Foundation for the Arts award und New York Foundation for the Arts award